# San José del Palmar (kommun)
San José del Palmar är en kommun i Colombia.   Den ligger i departementet Chocó, i den centrala delen av landet, 240 km väster om huvudstaden Bogotá. Antalet invånare är 5 068.